# ایوان پرز (بازیکن فوتبال، زاده ۱۹۹۲)
ایوان پرز (انگلیسی: Iván Pérez؛ زادهٔ ۲۰ اکتبر ۱۹۹۲) بازیکن فوتبال اهل اسپانیا است.
از باشگاه‌هایی که در آن بازی کرده‌است می‌توان به باشگاه فوتبال اتلتیکو مادرید و باشگاه فوتبال اتلتیکو مادرید بی اشاره کرد.